# گورخون
گورخون (به لاتین: Gurkhun) یک منطقهٔ مسکونی در روسیه است که در داغستان واقع شده‌است.